# Celltrion Entertainment
Celltrion Entertainment Co., Ltd. (anteriormente conhecida como Dream E&M Co., Ltd.) é uma empresa sul-coreana de produção e gerenciamento de artistas do Celltrion Group. Foi fundada em 4 de janeiro de 2012.
Em abril de 2017, a empresa se fundiu com a agência de gerenciamento de artistas Thespis Entertainment, de propriedade de Lee Beom-soo.

## Trabalhos

### Televisão

#### Roteiro
| Ano  | Título                                                | Emissora       | Produção associada          |
| ---- | ----------------------------------------------------- | -------------- | --------------------------- |
| 2013 | Drama Special Series: Sirius                          | KBS 2TV        | KBS Drama Production        |
| 2013 | Drama Special Series: Their Perfect Day               | KBS 2TV        | KBS Drama Production        |
| 2013 | Drama Special Series: Like a Fairytale                | KBS 2TV        | KBS Drama Production        |
| 2013 | Drama Special Series: Adolescence Medley              | KBS 2TV        | KBS Drama Production        |
| 2013 | The Clinic for Married Couples: Love and War Season 2 | KBS 2TV        | KBS N, Story TV, etc.       |
| 2013 | The Fugitive of Joseon                                | KBS 2TV        | —                           |
| 2013 | Wang's Family                                         | KBS 2TV        | —                           |
| 2014 | Beyond the Clouds                                     | KBS 2TV        | —                           |
| 2014 | My Spring Days                                        | MBC TV         | Hunus Entertainment         |
| 2016 | The Master of Revenge                                 | KBS 2TV        | Verdi Media                 |
| 2016 | You Are a Gift                                        | SBS TV         | SBS Plus                    |
| 2016 | Hello, My Twenties!                                   | jtbc           | Drama House & J Content Hub |
| 2016 | Person Who Gives Happiness                            | MBC TV         | —                           |
| 2016 | I'm Sorry, But I Love You                             | SBS TV         | —                           |
| 2017 | Tomorrow, with You                                    | tvN            | Studio Dragon               |
| 2017 | Manhole: Wonderland’s Feel                            | KBS 2TV        | —                           |
| 2017 | Mad Dog                                               | KBS 2TV        | Imagine Asia                |
| 2017 | Rain or Shine                                         | jtbc           | —                           |
| 2018 | Let's Eat 3                                           | tvN            | tvN                         |
| 2019 | Vagabond                                              | SBS TV Netflix | Sony Pictures Television    |
| 2019 | My Country: The New Age                               | jtbc           | My Country: The New Age SPC |
| 2019 | Want a Taste?                                         | SBS TV         | SBS Medianet                |
| 2020 | Into The Ring                                         | KBS 2TV        | Frame Media                 |
| 2020 | Man in a Veil                                         | KBS 2TV        | —                           |
| 2021 | Beyond Evil                                           | jtbc           | JTBC Studios                |
| 2021 | Uncle                                                 | TV Chosun      | HIGROUND Monster Union      |

#### Sem participação no roteiro
| Ano  | Título                                    | Emissora  |
| ---- | ----------------------------------------- | --------- |
| 2012 | Mapado: Last Partner Standing Challenge   | MBN       |
| 2012 | Actual Theater Incident Files             | MBN       |
| 2012 | Impressive Real Life Theater              | MBN       |
| 2012 | Sunday Night Magic Concert: This is Magic | MBC TV    |
| 2012 | Story Jobs                                | TV Chosun |

### Filmes
| Ano  | Título                       | Produção associada | Distribuidor      |
| ---- | ---------------------------- | ------------------ | ----------------- |
| 2019 | King of Cycling Uhm Bok-dong | —                  | auto-distribuição |

## Gerenciamento de pessoas

### Atores
- Lee Beom-soo
- Park Soo-ah[7]
- Shin Ji-hoon
- Lee Chung-koo
- Kim Kang-hyun
- Lee Ho-cheol
- Hwang Hee
- Kim Soo-oh
- Park Sang-won

### Escritores
- Kim Do-hyun
- Kim Soo-jin
- Kim Hee-jae
- Nam Sun-nyeon
- Park Ji-sook
- Park Hyung-jin
- Ahn Hong-ran
- Yoo Bo-ra
- Yoon Hee-jung
- Lee Jae-gon
- Im Soo-mi
- Jang Young-chul
- Jung Kyung-soon
- Jung Hyun-min
- Chae Seung-dae
- Heo Sung-hye
- Hwang Jin-young